# Quenoche (rivière)
La Quenoche est une rivière française coulant exclusivement dans le département de la Haute-Saône, en région Bourgogne-Franche-Comté, et un affluent droit de la Linotte, donc un sous-affluent du fleuve le Rhône par l’Ognon et la Saône.

## Géographie
De 11 km de longueur, la Quenoche prend sa source dans le village de Quenoche et s'écoule ensuite à faible pente (en moyenne : 5 ‰) en direction de l’est-sud-est pour rejoindre la Linotte au niveau de la commune de Loulans-Verchamp. Juste en amont du village d'Aubertans, elle reçoit les eaux de son affluent l'Authoison en rive gauche.

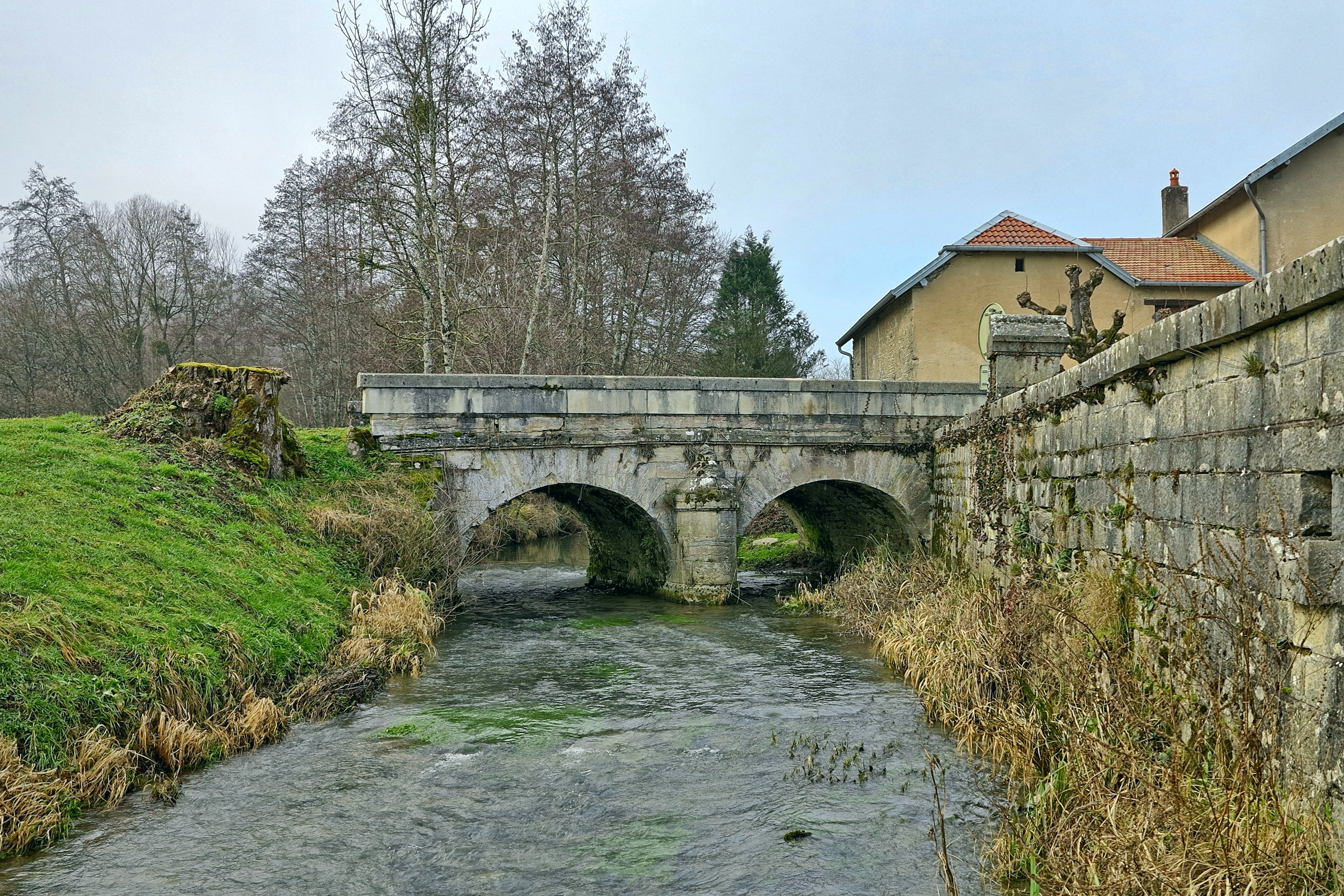
La Quenoche dans le village d'Aubertans.

### Communes traversées
Dans le seul département de la Haute-Saône, la Quenoche traverse les cinq communes suivantes, de l'amont vers l'aval, de Hyet (source), Quenoche, Ruhans, Beaumotte-Aubertans et Loulans-Verchamp (confluence).

### Bassin versant
La Quenoche traverse une seule zone hydrographique : « L’Ognon du Lauzin à la Linotte incluse » (U104),.

## Affluents
La Quenoche a un seul ruisseau affluent contributeur référencé :
- L’Authoison (rg[note 2])

### Rang de Strahler
Donc le rang de Strahler de la Quenoche est de deux.

## Hydrologie
Elle présente des fluctuations saisonnières de débit assez marquées. Son régime hydrologique est dit pluvial.